# Kecamatan Sidoarjo
Kecamatan Sidoarjo är ett distrikt i Indonesien.   Det ligger i regentskapet Sidarjo provinsen i Jawa Timur, i den västra delen av landet, 700 km öster om huvudstaden Jakarta.